# Площа Вічева (Жовква)

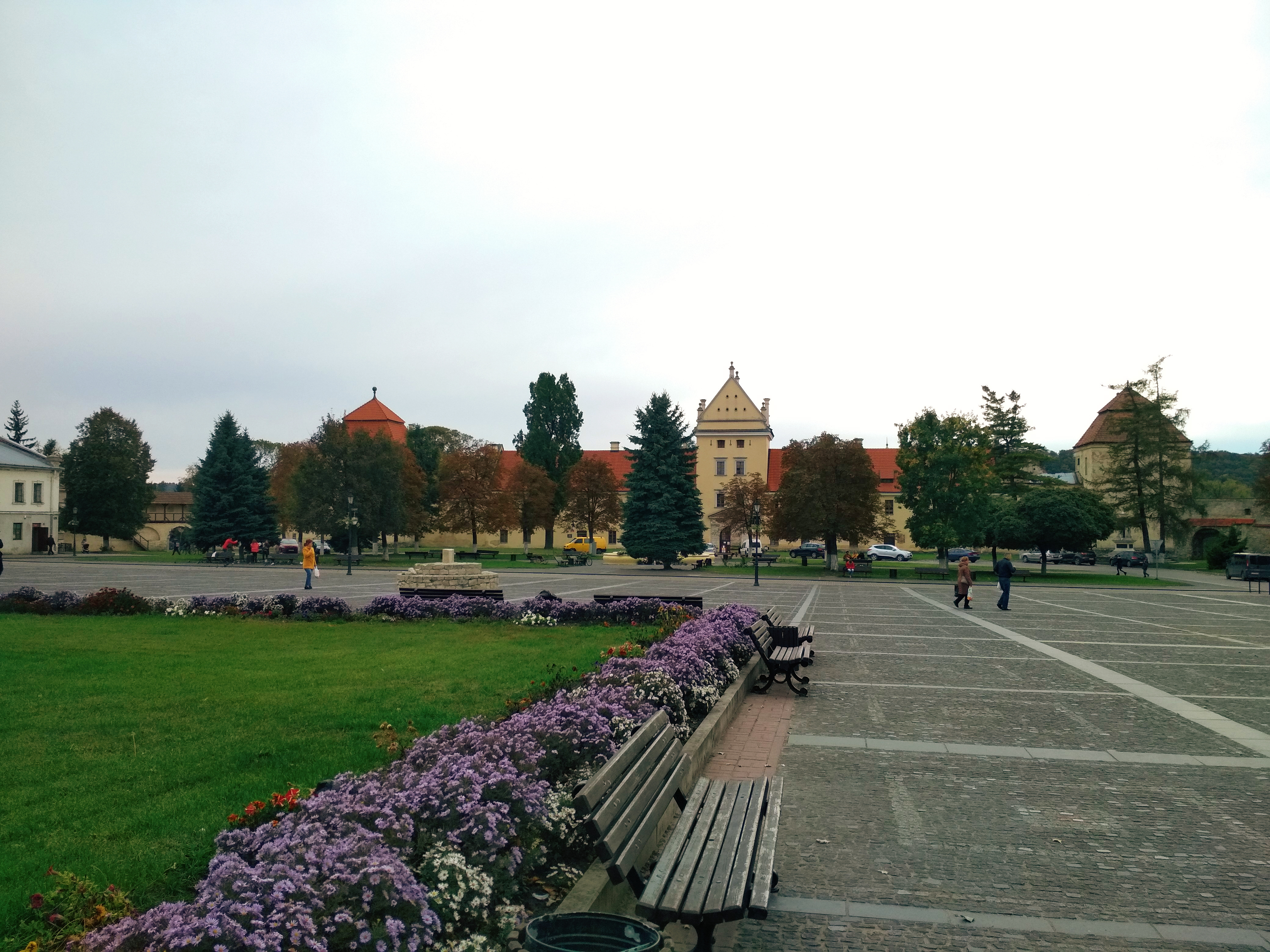
Вид із площі Вічевої на Жовківський замок

Площа Вічева — площа в м. Жовква Жовківського району Львівської області.

## Загальні відомості
Інша назва — площа Ринок. Походження цієї назви пояснюють тим, що тут жили і працювали найбагатші і найвпливовіші міщани, тут проходили торги і ярмарки, урочисті процесії і святкування.  Певною мірою своє значення Ринкова площа (сучасна назва — Вічева) зберегла і сьогодні: у наші дні тут проходять урочисті літургії, мітинги, святкування.
Площа має традиційну квадратну форму і за розмірами приблизно дорівнює території Жовківського замку, чим підкреслювалася рівність феодала і його підданих. Усі розміри і пропорції площі дорівнюють європейським нормам того часу.

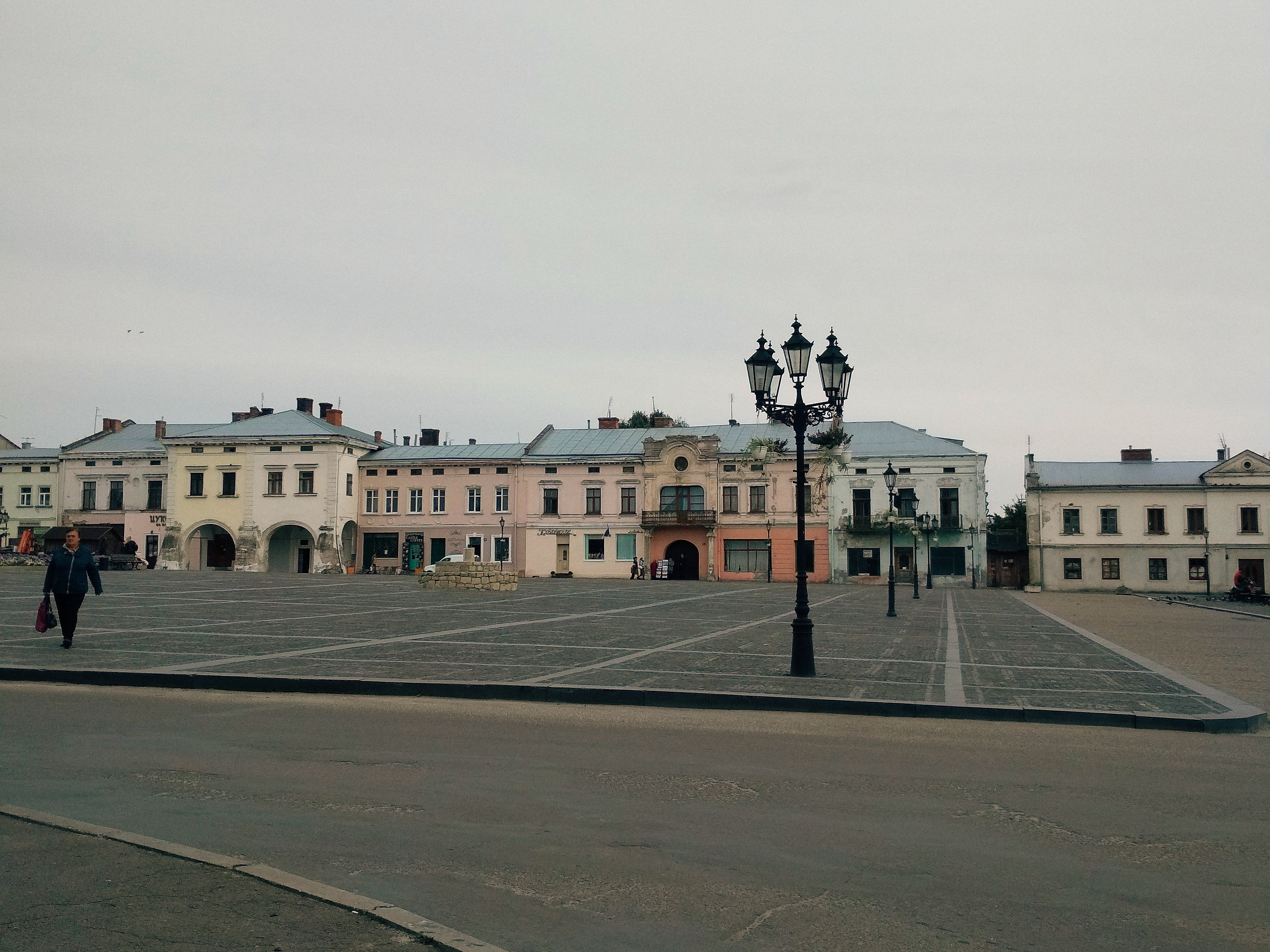
Площа Вічева

За чотириста років своєї історії площа кілька разів змінювала своє призначення, змін зазнавало і планування площі, і забудова, і назва. Однак більшість будинків на Ринку збереглись майже без змін з часів Жолкевського і Собеського, утворюючи унікальний архітектурний ансамбль доби Ренесансу. Сучасний вигляд з гранітною бруківкою, лавами і клумбами площа Вічева отримала після реконструкції, яка тривала з 2003 по 2008 р.

## Будівлі

### Комплекс забудови пам'яток національного значення
- № 1 Жовківська ратуша
- № 2 Жовківський замок
- № 3-17 Житлові будинки
- № 18 Костел святого Лаврентія та дзвіниця костелу Святого Лаврентія (мур.)
- Міські мури з баштами (мур.)
- Звіринецька брама (мур.)

## Пам'ятки місцевого значення
Братська могила жертв репресій (пам'ятник, скульптор Б. Гав'юк, архітектори М. Цапко, М. Кубай, В. Накопало, 1999, вапняк)
Художньо-меморіальна таблиця Б. Хмельницькому (скульптор Я. Скакун, бронза).
Художньо-меморіальна таблиця на честь визвольного походу козацько-селянського війська під керівництвом Б. Хмельницького (скульптор Л. Лесюк, архітектор М. Гірняк, 1979, бронза).

## Міські брами
Площа Вічева була оточена чотирма брамами, через які можна було потрапити в місто. Це були Львівська, Жидівська (Туринецька), Глинська та Звіринецька брами. Протягом ХІХ століття Львівська і Жидівська брами були розібрані, а Звіринецька дещо перебудована. Глинська брама, прикрашена декоративними лицарськими шоломами і гербами Жолкевського і Собеського, була розібрана за радянських часів і відновлена після приходу Незалежності.

## Підсіння

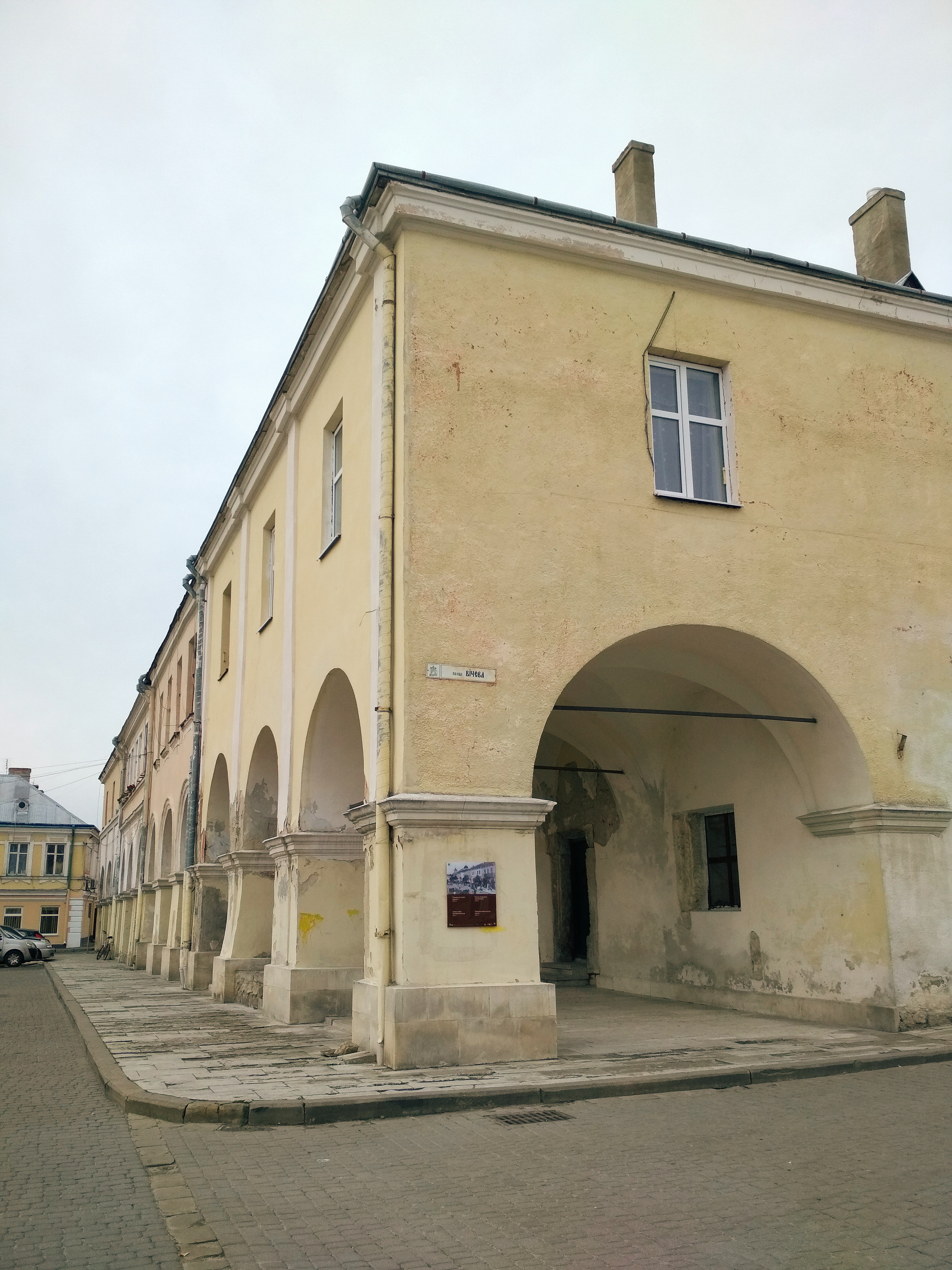
Підсіння на площі Вічевій

Одна з особливостей забудови Жовківського ринку — кам'яниці з аркадними галереями, які називають «підсіння». Цей архітектурний винахід спочатку був притаманний лише палацам і постоялим дворам Середземномор'я, даючи захист від сонця. Італійські архітектори доби Ренесансу запропонували прикрасити такими галереями цілі міста. На теренах України на такі підсіння можна натрапити в Києві і Новгороді-Сіверському. Але найдавніші підсіння в Східній Європі саме в Жовкві. У свій час кілька вулиць міста мали такі квартали, але більшість з них була зруйнована під час війни або розібрані радянською владою. Зберігся лише один квартал на Вічевій площі.

## Стовп ганьби
На площі стояв стовп ганьби — місце, до якого ставили пияків, розпусників, повій, невірних жінок та чоловіків, а також богохульників. Такий своєрідний пристрій для контролю над моральним рівнем суспільства з'явився в Європі за часів Реформації і швидко розповсюдився і на наших землях.
У документах збереглися згадки про те, кого і як в Жовкві карали біля цього стовпа. Наприклад, одного ремісника за те, що він облаяв священника, прив'язали до стовпа, дали кілька ударів батогами, а потім завели до ратуші, де він мусив залізти під стіл і чотири рази сказати «Гав-гав-гав». Ще відома історія жовківського єврея Абрамка, який звабив єврейську дівчину Ханю. Ханя завагітніла, народила дитину і вбила її, заховавши тіло в багні. Абрам і Ханя отримали по кілька ударів батогами біля стовпа ганьби, а потім хлопець мусив сплатити штраф в фонд міста і компенсацію дівчині за моральні збитки.

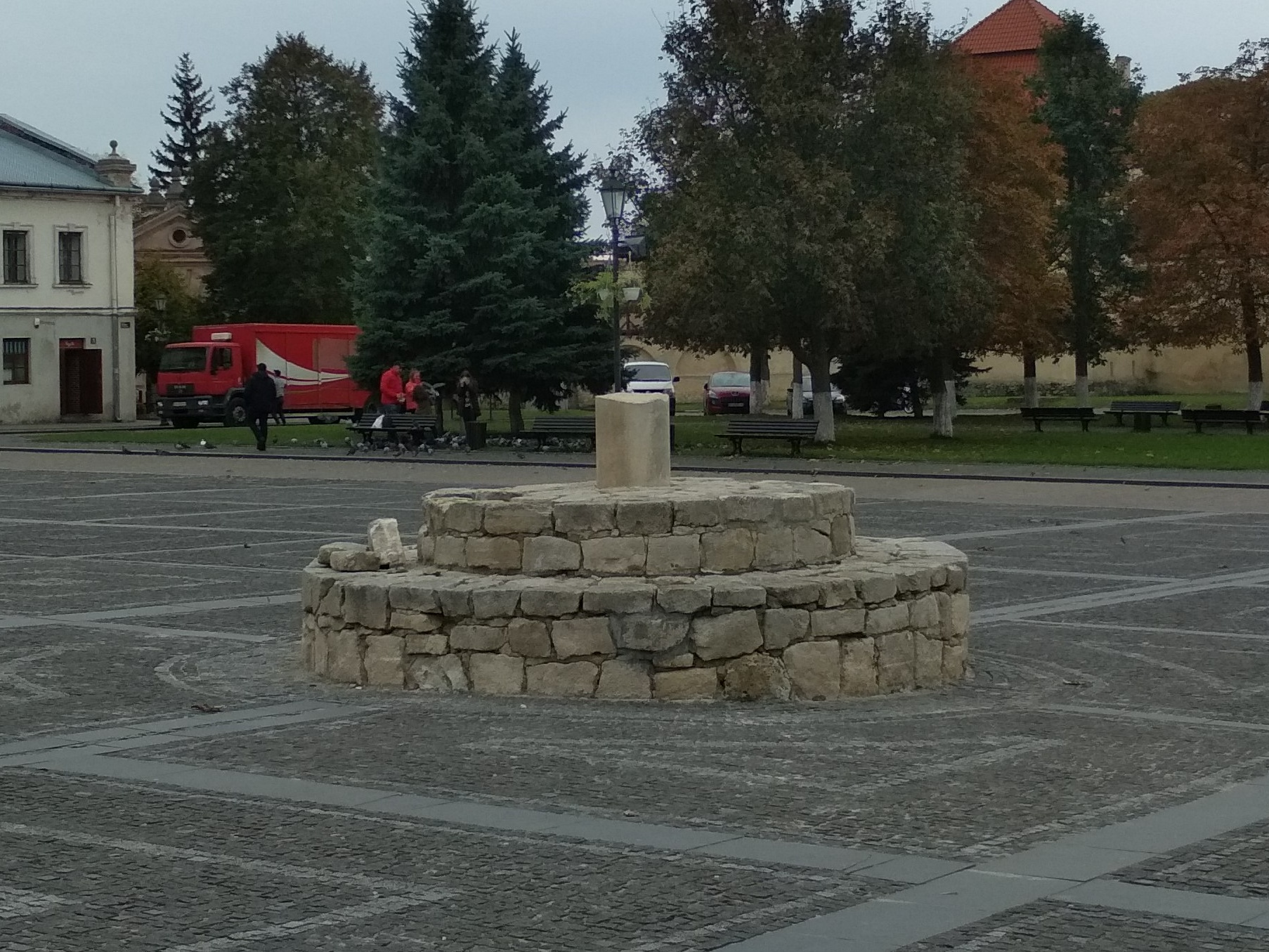
Стовп ганьби

У XIX ст., коли традиція прилюдних покарань відійшла в минуле, ганебний стовп розібрали. Фундамент його було віднайдено у 2003 році під час реставраційних робіт на площі неподалік місця, де раніше стояв пам'ятник Леніну. Скульптура цього вождя на початку 90-х була продана до м. Балаково Саратовської області в Росії, де стоїть і сьогодні.

## Прилеглі вулиці
- Львівська
- Лесі Українки
- Василіанська